# Juan María Laboa Gallego
Juan María Laboa Gallego (* 15. August 1939 in Pasaia) ist ein spanischer römisch-katholischer Priester und Theologe.

## Leben
Er studierte Philosophie an der Universität Gregoriana (1959), wurde am 17. Dezember 1962 in Madrid zum Priester geweiht und kehrte nach Rom zurück, um fortzufahren seine Studien. Dort promovierte er in Theologie (1963) und promovierte in Kirchengeschichte (1968). Er hat auch einen Abschluss in Philosophie und Geisteswissenschaften, spezialisiert auf Geschichte, von der Universität Complutense Madrid (1973).
In Madrid hat er hauptsächlich seine pastorale und lehrreiche Arbeit ausgeübt. Er war Delegierter der Universitätspastoral (1977–1984); ordentlicher Professor für Kirchengeschichte an der Universidad Pontificia de Comillas und spanisches politisches Recht an der Fakultät für Politikwissenschaft der Complutense-Universität. Darüber hinaus ist er Gastprofessor an verschiedenen europäischen und amerikanischen Universitäten.
Er ist Gründer und Direktor der Zeitschrift XX Siglos de Historia de la Iglesia.

## Schriften (Auswahl)
- La larga marcha de la Iglesia. Madrid 1985, ISBN 8470201980.
- La Iglesia en España. Aproximación a su historia: 1492–2000. Madrid 2000, ISBN 84-285-2226-X.
- Historia de la Iglesia Católica. V. Edad Contemporánea. Madrid 2000, ISBN 8479144254.
- Historia de los Papas. Entre el reino de Dios y las pasiones terrenales. Madrid 2013, ISBN 8499708641.